# Carlos Zambrano (baseballista)
Carlos Alberto Zambrano Matos (ur. 1 czerwca 1981) – wenezuelski baseballista, który występował na pozycji miotacza, trzykrotny uczestnik Meczu Gwiazd i trzykrotny zdobywca Silver Slugger Award.

## Kariera zawodnicza

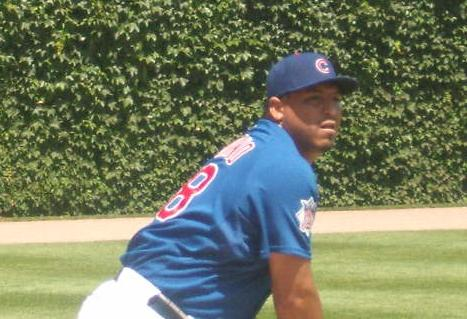
Carlos Zambrano 2008

W lipcu 1997 podpisał kontrakt jako wolny agent z Chicago Cubs i początkowo grał w klubach farmerskich tego zespołu – AZL Cubs (1998, poziom Rookie), Lansing Lugnuts (1999, Class-A), Western Ten Diamond Jaxx (2000, Double-A) i Iowa Cubs (2000, Triple-A). Sezon 2001 rozpoczął w Iowa Cubs i po rozegraniu 26 meczów, 20 sierpnia 2001 zaliczył debiut w Major League Baseball w meczu przeciwko Milwaukee Brewers jako starter, notując porażkę. W pozostałych sześciu meczach sezonu zagrał jako reliever, zaliczając pierwsze w MLB zwycięstwo 21 września 2001 w wyjazdowym meczu z Houston Astros.
W 2004 po raz pierwszy wystąpił w Meczu Gwiazd, zaś dwa lata później zanotował najwięcej zwycięstw w National League (16) i po raz pierwszy otrzymał Silver Slugger Award. 14 września 2008 w meczu przeciwko Houston Astros zaliczył pierwszego od 36 lat no-hittera dla klubu. W całym spotkaniu oddał 110 narzutów, zaliczył 10 strikeoutów i oddał jedną bazę za darmo. 5 czerwca 2009 w meczu z Cincinnati Reds zanotował 100. zwycięstwo w MLB, a także zdobył home runa w pierwszej połowie piątej zmiany, wyprowadzając Cubs na prowadzenie 2–0.
W styczniu 2012 został zawodnikiem Miami Marlins, w którym występował do końca sezonu. W maju 2013 podpisał kontakt jako wolny agent z Philadelphia Phillies, ale występował jedynie w klubach farmerskich tego zespołu, najwyżej na poziomie Triple-A w Lehigh Valley IronPigs. W 2013 grał jeszcze w Navegantes del Magallanes, występującym w Venezuelan Professional Baseball League.
Zambrano był jednym z najlepszych uderzających miotaczy w Major League Baseball. W sezonie 2008 zanotował średnią 0,337, a w całej karierze 0,238, zdobył 24 home runy i zaliczył 71 RBI. W chwili jej zakończenia, we wrześniu 2014, zajmował 7. miejsce (wraz z Bobem Gibsonem i Johnem Clarksonem) w klasyfikacji wszech czasów pod względem liczby home runów, wybitych przez miotaczy.

## Nagrody i wyróżnienia
| Nagroda/wyróżnienie     | Lata             | Źródło |
| 3× All-Star             | 2004, 2006, 2008 | [ 1 ]  |
| 3× Silver Slugger Award | 2006, 2008, 2009 | [ 1 ]  |